# 藤井奈々 (サッカー選手)
藤井 奈々（ふじい なな、1972年3月8日 - ）は、静岡県出身の元女子サッカー選手、現サッカー指導者。

## 来歴
1989年、清水FCレディースに入団した。1990年からは日産FCレディース、1993年からは日テレ・ベレーザ（加入当時は読売日本SC女子ベレーザ）で活躍。岡山湯郷Belle所属の2006年をもって現役を引退した。
その後指導者としてのキャリアをスタートし、アスルクラロ沼津サッカースクールコーチ、明光サッカースクールコーチ、アーセナルSS市川コーチを歴任。2015年よりジェフユナイテッド市原・千葉レディースに移り、2015年はU-15コーチ、2016年から2017年はU-18コーチを務めた。
2018年からは三上尚子の後任としてレディーストップチームの監督に就任した。2019年シーズン限りでジェフレディース監督を退任した。
2021年、東京国際大学女子サッカー部の監督に就任した。

## 所属クラブ

### 選手
- 1989年  清水FCレディース
- 1990年 - 1992年  日産FCレディース
- 1993年 - 2003年  日テレ・ベレーザ
- 2004年 - 2006年  岡山湯郷Belle

### 指導者
- 2007年 アスルクラロ沼津サッカースクールコーチ
- 2008年 - 2013年 明光サッカースクールコーチ
- 2014年 アーセナルサッカースクール市川コーチ
- 2015年 -  ジェフユナイテッド市原・千葉レディース
  - 2015年 U-15コーチ
  - 2016年 - 2017年 U-18コーチ
  - 2018年 - 2019年 監督
- 2021年 -  東京国際大学女子サッカー部監督